# Run Like Hell
«Run Like Hell» ("Corre com el dimoni") és una cançó de Pink Floyd de l'àlbum The Wall. Precedida per «In The Flesh» i seguida de «Waiting For The Worms», la cançó succeeix des del punt de vista de l'antiheroi Pink durant una al·lucinació, en la que es converteix en una figura similar a la d'un Nazi i converteix una audiència d'un concert en un grup turbulent. Els envia tots a assaltar els veïnats propers plens de minories.
La música va ser escrita per David Gilmour (una de les tres cançons a The Wall per a les quals Gilmour va compondre música), mentre que les lletres van ser fetes per Waters únicament. En l'enregistrament, Waters va ser el que va cantar (sent Gilmour el responsable de la repetitiva frase "Run, Run, Run") encara que en les lletres sona com si fossin dues persones cantant, ja que té l'efecte de sonar de diferents altaveus. La cançó té l'únic solo de teclat a The Wall (encara que en xous en viu, «Young Lust» i «Another Brick In The Wall, Pt. 2» també tindrien solos); després de l'última línia lírica, un sintetitzador sobtadament pren el control sobre el cant de Waters. També a la cançó s'escolta el so del riure maníac d'odi de Pink, el so d'algú corrent, el grinyolar de les llantes d'un automòbil i un fort crit.
Aquesta cançó originalment era molt més llarga, tanmateix va haver de ser tallada a causa de limitacions de temps del format de vinil original. Encara que les lletres "You better run like Hell" apareixen diverses vegades a la lletra de la cançó, mai no hi són realment escoltades. A prop del final, es pot sentir un crit (fet per Waters), gairebé idèntic al de «The Happiest Days Of Our Lives» quan fa la seva continuació cap a «Another Brick In The Wall, Pt. 2», potser per compartir el comú del tema de protesta i escàndol, encara que en aquest cas sigui d'un tipus opressiu.

## Versió de la pel·lícula
Pink mana als seus seguidors "Nazis" perseguir gent pobra i sense suport. Als jueus i a la gent de color se'ls saquegen les seves llars i se'ls destrueixen les seves botigues. Una escena mostra una parella interracial (l'home és negre, la dona és blanca) al seient d'enrere d'un auto quan un grup de neo-Nazis els interromp. L'home és tret de l'auto i colpejat mentre un dels neo-Nazis li treu les seves robes a la dona i la viola. (Això es relaciona principalment al segment de la lletra: " ... 'cause if they catch you in the backseat trying to pick her locks / they're going to send you back to your mother in a cardboard box... ", que es tradueix " ...perquè si t'atrapen al seient posterior intentant alguna cosa amb ella / t'enviaran de tornada a la teva mare en una capsa de cartró.. "). La durada de la cançó és reduïda novament, sent el segon vers cantat sobre el sol de teclat.
D'acord amb algunes fonts, el director Alan Parker va contractar skinheads reals per a l'escena, i les coses gairebé van sortir de control durant l'escena en la qual destrueixen un restaurant, continuant la seva destrucció fins i tot després que Parker cridés al tall. També havien començat a assetjar sexualment la dona que ataquen al film.

## Crèdits
- Roger Waters - Veus, crits i panteixos
- David Gilmour - Guitarra, címbals al revés
- Nick Mason — Bateria
- Rick Wright - Sintetitzador
- James Guthrie - Címbals al revés, panteixos i so d'"algú corrent"
- Bobbye Hall - Bongos i congues
- Phil Taylor - Grinyolar de llantes